# Karl Steubl
Karl Steubl, även Steubel, född 25 oktober 1910, död 21 september 1945 i Linz, var en österrikisk SS-Sturmbannführer.
Steubl arbetade som sjuksköterska vid eutanasianstalten i Hartheim, innan han 1942 ersatte Hans-Heinz Schütt som kassör i förintelselägret Sobibór. Steubl begick självmord 1945.

### Webbkällor
- ”The Sobibor Perpetrators: An overview of the German and Austrian SS and Police Staff” (på engelska). Aktion Reinhard Camps. Arkiverad från originalet den 24 april 2014. https://www.webcitation.org/6P4e86ojy?url=http://www.deathcamps.org/sobibor/perpetrators.html. Läst 24 april 2014.